# Paddy Hopkirk
Paddy Hopkirk (ur. 14 kwietnia 1933 w Belfaście, zm. 21 lipca 2022) – brytyjski kierowca wyścigowy i rajdowy z Irlandii Północnej.

## Kariera
Hopkirk rozpoczął międzynarodową karierę w wyścigach samochodowych w 1961 roku od startu w klasie GT 1.6 24-godzinnego wyścigu Le Mans, którego nie ukończył, a w klasyfikacji klasy był czwarty. Dwa lata później odniósł zwycięstwo w klasie GT 2.0. W późniejszych latach Brytyjczyk pojawiał się także w stawce British Saloon Car Championship, European Touring Car Championship, Armstrong 500, World Sports-Prototype Championship, Gallaher 500 oraz SCCA Trans-Am.